# St. Heinrich (Ellenstedt)
St. Heinrich in der Bauerschaft Ellenstedt im niedersächsischen Landkreis Vechta ist eine römisch-katholische Filialkirche der Pfarrei St. Gorgonius (Goldenstedt). Sie steht unter dem Patrozinium des hl. Kaisers Heinrich II. und gehört zum Dekanat Vechta im Bistum Münster. Das Gotteshaus ist ein neugotischer Backsteinbau und bietet 225 Gläubigen Platz.

## Geschichte
Weil der Weg zur nächstgelegenen Pfarrei in Goldenstedt sehr weit war, gründeten die Katholiken in Ellenstedt 1908 einen Kapellenbauverein. Nur durch Spenden der Einwohner konnte 1913 nach den Plänen des Architekten Heinrich Flügel (Bremen) eine Kirche in Ellenstedt erbaut werden. Ein Pfarrhaus entstand 1920.
Die Gottesdienste in den ersten Jahren feierte ein Geistlicher aus dem Dominikanerkloster in Füchtel bei Vechta. Der Seelsorgebezirk Ellenstedt wurde 1921 mit dem angrenzenden Teil der Bauerschaft Ambergen zu einer Kapellengemeinde zusammengeschlossen. An Sonn- und Feiertagen hielt ein eigener Kaplan regelmäßig Gottesdienst in Ellenstedt. Nach der Abpfarrung von der Mutterkirche Goldenstedt am 1. Dezember 1930 wurde St. Heinrich eine eigenständige Gemeinde. Ein Pfarrheim (mit Bücherei) konnte 1970 eröffnet werden.
Durch Fusion entstand aus den Pfarreien Goldenstedt, Lutten und Ellenstedt am 10. Oktober 2010 die neue Kirchengemeinde St. Gorgonius in Goldenstedt. Am 1. Januar 2024 schlossen sich die katholischen Gemeinden in Bakum, Goldenstedt, Langförden, Vechta, Visbek und Wildeshausen zusammen zum Katholischen Kirchenverband „Pastoraler Raum Vechta“ mit Sitz in Vechta.

## Glocken
Im kleinen aufgesetzten Turm von St. Heinrich hängt nur eine einzige Glocke. Diese Bronzeglocke (Ø 61 cm) mit dem Schlagton es2 wurde 1981 von Petit & Edelbrock in Gescher gegossen.

## Orgel
Als Ersatz für das alte, von Hermann Kröger (Goldenstedt) geschaffene Instrument (I+aP/6) baute Herbert Kruse (Lohne) 1960 eine größere Orgel (II+P/15) für St. Heinrich. Durch die Firma Alfred Führer (Wilhelmshaven) erfolgte 1975 eine Reinigung und 1988 eine Instandsetzung des Instruments
Die Taschenladen-Orgel von 1960 hat 15 Register und besitzt zwei Manuale (C - g3) sowie ein Pedal (C - f1) und wenige Spielhilfen. Die Traktur ist elektro-pneumatisch.